# Piripiri
Piripiri este un oraș în Piauí (PI), Brazilia.